# Saint-Loup-de-Varennes
 Saint-Loup-de-Varennes  es una población y comuna francesa, en la región de Borgoña, departamento de Saona y Loira, en el distrito de Chalon-sur-Saône y cantón de Chalon-sur-Saône-Sur.

## Demografía
| 608 | 610 | 671 | 693 | 986 | 1018 |
| Para los censos de 1962 a 1999 la población legal corresponde a la población sin duplicidades (Fuente: INSEE [Consultar]) |     |     |     |     |      |

## Personajes vinculados
- Joseph Nicéphore Niépce, químico y científico aficionado, precursor de la fotografía.

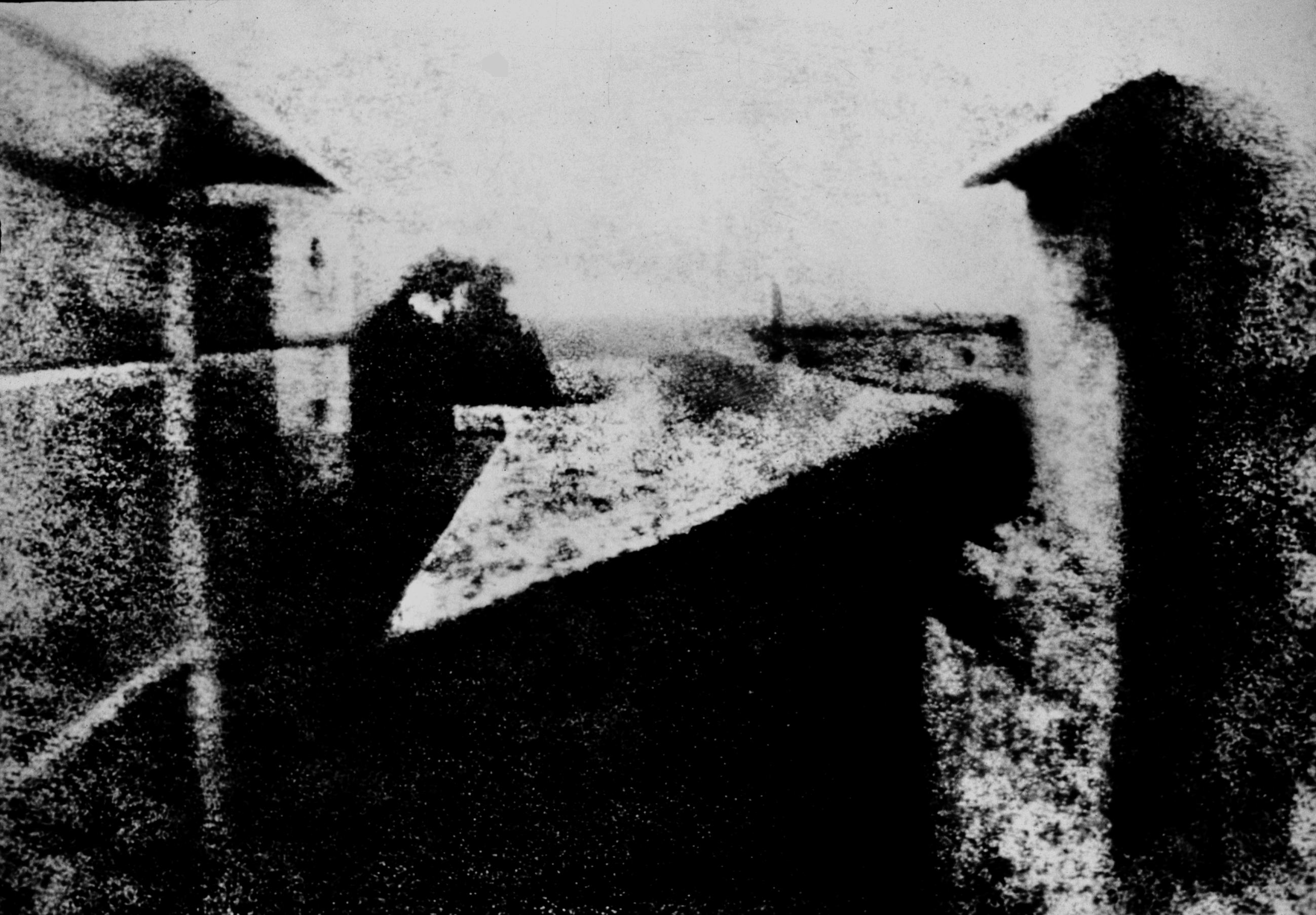
Vista desde la ventana en Le Gras.